# Tchaj-tung
Tchaj-tung (znaky: 臺東; tongyong pinyin: Táidong; hanyu pinyin: Táidōng; tchajwansky: Tâi-tang) je město v Čínské republice, leží v jihovýchodní části ostrova Tchaj-wan v Tchajtungské rovině (臺東平原) na pobřeží Tichého oceánu. Ve správním systému Čínské republiky je hlavním městem okresu Tchaj-tung, má 110 499 obyvatel (únor 2007).
Ve městě se nachází Národní muzeum prehistorie (國立臺灣史前文化博物館, National Museum of Prehistory) a univerzita (國立臺東大學, National Taitung University).

## Místní speciality
- skořicové jablko – ovoce, plod láhevníku šupinatého
- meruňka japonská – plody mají široké využití v gastronomii (džus, omáčka či alkoholický nápoj) i medicíně
- pomelo – ovoce, podobné grapefruitu